# Christine Van Broeckhoven
Christine Van Broeckhoven (* 9. April 1953) ist eine belgische Molekularbiologin und Politikerin der Socialistischen Partij Anders.

## Leben
Broeckhoven unterrichtet als Hochschullehrerin an der Universität Antwerpen Molekularbiologie. Von 2007 bis 2010 war Broeckhoven Abgeordnete in der Belgischen Abgeordnetenkammer. Nach ihrem Ausscheiden aus der Abgeordnetenkammer konzentriert sie sich wieder auf ihre wissenschaftliche Tätigkeit. In ihrer Tätigkeit forscht sie über die Alzheimer-Krankheit, über die Bipolare Störung und über neurologische Krankheiten.

## Preise und Auszeichnungen (Auswahl)
- 2006: UNESCO-L’Oréal-Preis
- 2011: Europäischer Erfinderpreis